# Chromophobia
Chromophobia è un film del 2005 diretto da Martha Fiennes.
Fu presentato fuori concorso al 58º Festival di Cannes. Ben tre fratelli Fiennes lavorano a questo film (regista, attore e musicista) oltre a Maya Fiennes (tema musicale al pianoforte), proseguendo una tradizione artistica familiare di primo livello. L'atmosfera aristocratica in cui sono cresciuti si riflette elegantemente nella colonna sonora, nella scenografia e nella pregevole fotografia, il cui direttore è ringraziato nei credits per il costante supporto al progetto (come i nipoti Fiennes).

## Trama
La parola Chromophobia deriva dal greco "chroma", che significa "colore", e "phobos", che significa "paura". Insieme significano "paura del colore". Chromophobia affronta il tema delle relazioni fra diverse persone. Alcune di queste persone sono molto ricche e sono diventate così ossessionate dalla loro ricchezza e dagli oggetti materiali da essere distaccate dall'amicizia, i figli, l'amore e l'integrità. Ma anche gli emarginati hanno ferite profonde ed hanno lasciato indietro qualcosa di importante nella loro vita. Ad un certo punto nel film ogni personaggio comincia a rendersi conto e poi ad affrontare i suoi problemi e vede la propria vita crollare. I personaggi poi iniziano a chiedersi se possono avere la loro esistenza indietro e proseguire con un nuovo stile di vita e quasi tutti ci riusciranno. La trama contempla prima sommessamente poi in primo piano uno scandalo politico-finanziario di alto livello che però rimane funzionale alle vicende emotive dei protagonisti.